# Перестрелка в Уэйко
17 мая 2015 в городе Уэйко, штат Техас произошла стрельба в ресторане Twin Peaks, где собрались члены нескольких мотоклубов, включая the Bandidos, Cossacks и союзники, на регулярное плановое собрание для обсуждения политических прав мотоциклистов.
Полиция Уэйко, включая SWAT, производила за ними внешнюю слежку и открыла огонь по байкерам после начала перестрелки. Девять байкеров было убито, семь из них члены мотоциклетного клуба Cossacks, еще 18 других получили ранения.

## Предпосылки

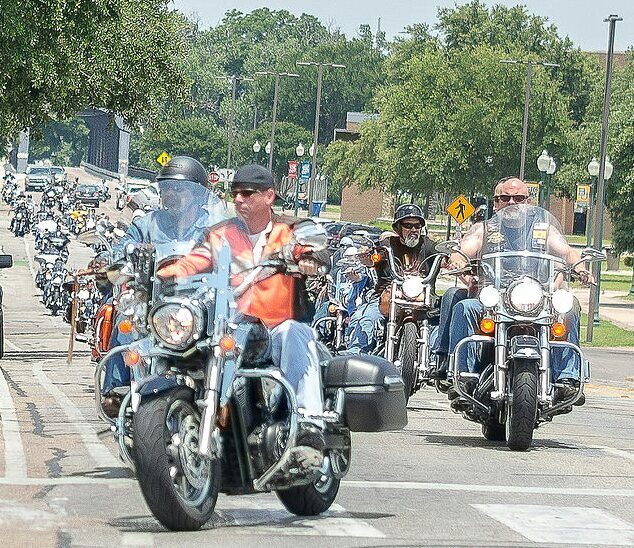
Протестующие байкеры в городе Вако, Техас

В 2014 году Департамент общественной безопасности Техаса включил клуб Bandidos в список угроз второго уровня, такой же уровень угрозы как и у Crips, Bloods и Арийского братства. Мотоклуба Cossacks в этом списке нет. Такая оценка говорит о том, что мотоклуб Bandidos «проводит свою незаконную деятельность настолько скрытно, насколько это возможно, и избегает громких дел как, например, задержания за стрельбу, которые бывают у многих уличных банд».
По словам Стива Кука(Steve Cook), исполнительного директора Midwest Outlaw Motorcycle Gang Investigators Association, объектом спора было право outlaw-мотоклубов Техаса надевать жилеты с отличительными нашивками, включая нижний рокер с надписью «Texas», определяющий Техас как территорию клуба. Доминирующие Bandidos претендовали на право утверждать нижние рокеры на жилетах. Полицейский аффидавит, опубликованный 16 июня, описывает ту же причину конфликта. После перестрелки, представитель полиции Патрик Суонтон (Patrick Swanton) сказал, что борьба за власть и территорию между конкурирующими клубами могла стать причиной смертельной перестрелки. Как утверждается, это борьба началась после избиения участника Cossack членами клуба Bandidos во время фестиваля Toys for Tots в городе Decatur штат Техас 6 декабря 2014, и убийства члена мотоклуба Ghostriders на следующей неделе в Форт-Уэрте. Схватки по этому вопросу продолжились 22 марта 2015. Полицейский аффидавит описывает разборки между Bandidos и Cossacks начиная с ноября 2013, включая драки с пострадавшими в городах Абилин и Lorena штат Техас. Некоторые из этих пострадавших байкеров были арестованы после перестрелки 17 мая.
1 мая 2015 года Департамент общественной безопасности Техаса выпустил обращение: «Основа конфликта могла быть в том, что члены мотоклуба Cossacks отказались платить Bandidos за возможность работать в Техасе и надели куртки с нижним рокером „Texas“, тем самым объявили Техас своей территорией».
Перестрелка прервала регулярное плановое собрание Texas Confederation of Clubs and Independents (COC&I), коалиции байкерских клубов штата, которые вовлечены в политические вопросы, касающиеся прав мотоциклистов. Базирующаяся в Тайлер штат Техас, коалиция участвует в широком диапазоне деятельности, например, 14 мая она была награждена городским советом Джэксонвилла (штат Техас) за участие в месяце безопасности и осведомленности на мотоцикле (Motorcycle Safety and Awareness Month).
По словам полиции, большинство прошлых собраний COC&I для этого региона проводилось в Остине (штат Техас). У COC&I двенадцать регионов, и Уэйко регион 1. Bandidos главенствующие участники коалиции, в то время как Cossacks нет. Аффидавит полиции утверждает, что Bandidos «хотели показать силу и заявить, что Уэйко не город Cossacks». Полиция утверждает, что в ответ Cossacks «угрожали, Уэйко — „город Cossacks“, и никто другой не может ездить в нём» и что они «приняли решение занять позицию и принять участие неприглашенными».
Полиция была осведомлена о встрече и по крайней мере 12 местных офицеров плюс офицеры штата расположились неподалеку. Ресторан согласился принять у себя собрание. Управляющие рестораном отказались от сотрудничества с полицейскими. Суонтон сказал, что и в прошлом Twin Peaks отказывал в помощи полицейским в делах с мотоклубами.

## Перестрелка
По словам полиции, которая следила за действиями мотоциклистов в ресторане, конфликт начался примерно после полудня. В первоначальном отчете говорилось, что изначально конфликт начался, якобы, около парковочного места, где «кому-то проехались по ногам», и драка разрослась с этого места. В 12.24 прозвучали первые выстрелы. Сержант полиции Уэйко Патрик Суонтон отказался раскрыть сколько было убито и ранено полицией, хотя добавил, что возможно некоторые жертвы были ранены полицией, сказав: «Они начали стрелять в наших офицеров и наши офицеры открыли ответный огонь». Всего девять байкеров убито и ещё восемнадцать были госпитализированы с ранениями. Позже число раненых изменили на двадцать. Суонтон также рассказал, что офицеры применили недавно разработанные и внедрённые протоколы «Active Shooter», которые регулируют правила ведения боя и позволяют сотрудникам правоохранительных органов до приезда командования и управляющих структур открывать огонь на поражение в социопатичных стрелков, которые ведут огонь по толпе людей и затем совершают самоубийство. Неясно как это правило относится к описываемой перестрелке. Причина смерти погибших — огнестрельные ранения. Перестрелка стала самым смертоносным и одним из самых громких дел в Уэйко со времен осады «Маунт Кармел» в 1993.
5 июня на слушаниях по вопросу об освобождении под залог, прокурор Michael Jarrett сказал, что видеозапись перестрелки показывает как «Bandidos стреляют в Cossacks, а Cossacks стреляют в Bandidos». Обосновывая большой залог, Jarrett сказал: «Факты и обстоятельства этого дела настолько экстраординарны и настолько отличаются от того, с чем мы работали раньше, что мы уверены, необходим адекватный залог для обеспечения безопасности в этой местности».
Хотя все смерти произошли из-за применения огнестрельного оружия, после конфликта также было обнаружено оружие других типов, включая цепи, кастеты, ножи, дубинки. Среди ножей были карманные ножи, складные ножи и боевые ножи. По предварительной информации источника CNN в полиции, 4 байкера было убито из полицейского оружия, но Суонтон сказал, что «вскрытия еще не завершены и эта информация скорее всего неверная». В соответствии с показаниями шестерых свидетелей, которые были опрошены Associated Press, три из которых военные ветераны, перестрелка началась с небольшого количества пистолетных выстрелов, а затем доминирующими были выстрелы из полуавтоматического оружия. Только одно полуавтоматическое ружье было конфисковано у байкера, которое было заперто в машине. У полицейских было полуавтоматическое оружие. Суонтон сказал, что байкеры сделали больше выстрелов, чем полицейские, и баллистическая экспертиза займет месяцы.
Кадры с камер безопасности ресторана Twin Peaks, представленные Associated Press, показывают одного человека, который начинает стрелять на территории патио. В это время большинство байкеров пытаются укрыться внутри ресторана, сначала в ванной комнате, а когда там стало не хватать места, на кухне. Ни одна камера не была направлена на парковку.
12 июня департамент полиции Уэйко выпустил пресс релиз, в котором заявляется, что три офицера выстрелили из своих патрульных винтовок калибра .223 в общей сумме 12 раз и, как было позже определено, этими выстрелами они попали в четырех байкеров. По утверждениям полиции, сорок четыре гильзы были подобраны на месте перестрелки.
Документы на конфискацию транспортных средств опубликованные 16 июня включают в себя детальный аффидавит с описанием версии полиции и прокурора событий, предшествующих перестрелке, и что произошло непосредственно на перестрелке. В аффидавите сказано, что Cossacks приехали за час до запланированного в 13.00 собрания и «заняли патио, которое было зарезервировано для собрания COC&I». Когда прибыла группа Bandidos, несколько членов Cossacks и их союзники подошли к ним, некоторые из них достали оружие, включая пистолеты. Участник Bandidos Reginald Weathers подтвердил на слушаниях по вопросу об освобождении под залог, что он был среди этой группы Bandidos и что члены Cossacks выразили неуважение к президенту далласского отделения Bandidos David Martinez сразу же по его приезду, ругаясь из-за парковочного места. Когда Weathers пошел вперед, чтобы защитить Martinez, по его словам, его ударили по лицу, а затем в него выстрелили. Пуля прошла через руку и грудь. Из-за того, что он наклонился после удара, он не видел, кто стрелял в него.
Один из Bandidos ударил Cossack своим мотоциклом, а другой «ударил участника Cossacks в лицо». После этого несколько членов Bandidos и Cossacks достали свое оружие, включая огнестрельное, и начали драться и стрелять друг в друга. В соответствии с аффидавитом, Martinez стрелял из пистолета калибра .32, который затем оставил на парковочном месте. Martinez был среди арестованных до своего освобождения под залог. Далее последовала стрельба полицейских.

## Пострадавшие
Все девять человек погибли от огнестрельных ранений. Согласно ошибочным утверждениям полиции, восемь из них были членами Cossacks и один из Bandidos. Позже Associated Press сообщила, что Jesus Delgado Rodriguez был «законопослушным ветераном Вьетнама, награжденный медалью Пурпурное Сердце», он принимал участие в благотворительных мероприятиях по борьбе с преступностью и не был членом какого-либо мотоклуба, хотя у него были друзья из Bandidos.
- Daniel Raymond «Diesel» Boyett, 44, Cossack, ранение в голову[11].
- Wayne Lee «Sidetrack» Campbell, 43, Cossack, ранение в голову и в туловище.
- Richard Matthew «Chain» Jordan, III, 31, Cossack, ранение в голову[11].
- Richard Vincent «Bear» Kirschner, Jr., 47, Cossack, ранение в неопределенное место.
- Jacob Lee Rhyne, 39, Cossack, ранение в шею.
- Jesus Delgado Rodriguez, 65, не член клубов,[12] ранение в голову и в туловище[9].
- Charles Wayne «Dog» Russell, 46, Cossack, ранение в грудную клетку[11].
- Manuel Issac Rodriguez, 40, Bandido, ранение в неопределенное место.
- Matthew Mark Smith, 27, Scimitar, ранение в туловище[9].